# Wiesław Łużyński
Wiesław Łużyński (ur. 1967) – polski duchowny katolicki, teolog, doktor habilitowany nauk teologicznych, adiunkt Wydziału Teologicznego Uniwersytetu Mikołaja Kopernika w Toruniu.

## Życiorys
Otrzymał święcenia kapłańskie. W 1992 ukończył studia w Wyższym Seminarium Duchownym w Pelplinie. W tym samym roku uzyskał tytuł magistra teologii na Wydziale Teologii Katolickiego Uniwersytetu Lubelskiego Jana Pawła II. W 1999 na KUL na podstawie rozprawy pt. Państwo pomocnicze w nauczaniu społecznym Jana Pawła II napisanej pod kierunkiem Władysława Piwowarskiego uzyskał stopień naukowy doktora nauk humanistycznych w dyscyplinie socjologia w specjalności socjologia religii. Na Wydziale Teologicznym Uniwersytetu Papieskiego Jana Pawła II w Krakowie w 2010 otrzymał stopień naukowy doktora habilitowanego nauk teologicznych w zakresie katolickiej nauki społecznej.
Został nauczycielem akademickim Wydziału Teologicznego Uniwersytetu Mikołaja Kopernika w Toruniu zatrudnionym w Katedrze Pedagogiki, Katolickiej Nauki Społecznej i Prawa Kanonicznego oraz wykładowcą Wyższej Szkoły Kultury Społecznej i Medialnej w Toruniu.